# Изра (район)
Изра (араб. ازرع‎) — район (минтака) в составе мухафазы Даръа, Сирия. Административным центром является город Изра.

## География
Район находится на юге Сирии. На востоке граничит с мухафазой Эс-Сувейда, на юге с районом Даръа, на западе с мухафазой Эль-Кунейтра, а на севере с районом Эс-Санамайн.

## Административное деление
Район разделён на 6 нахий.
| Нахия          | Административный центр | Население (2004 г.), чел. | Карта |
| -------------- | ---------------------- | ------------------------- | ----- |
| Изра           | Изра                   | 56 760                    |       |
| Джасим         | Джасим                 | 29 624                    |       |
| Эль-Хирак      | Эль-Хирак              | 40 979                    |       |
| Нава           | Нава                   | 57 404                    |       |
| Эш-Шейх Маскин | Эш-Шейх Маскин         | 34 370                    |       |
| Тасил          | Тасил                  | 17 778                    |       |